# Sadebach
Die Sade, auch Sadebach oder Aferer Bach (italienisch rio di Eores) genannt, ist ein von links in den Eisack mündender Bach in den Südtiroler Dolomiten.

## Geographie
Die Sade entspringt auf rund 1900 m Höhe am Kofeljoch (auch Halsl genannt) und entwässert westwärts fließend das Aferer Tal. In ihrem rund 13,8 km langen Verlauf nimmt sie diverse Quellbäche auf, die ihr vor allem nordseitig von der Plose, in geringerem Ausmaß südseitig von den Aferer Geislern, zuströmen. Bei Albeins, dem einzigen von der Sade durchflossenen Ort, erreicht sie das Eisacktal, wo sie auf 539 m Höhe in den Eisack mündet.

## Name
Sade bzw. Sadebach ist der ältere Name des Gewässers und bereits 1547 belegt. Im 1774 erstmals veröffentlichten Atlas Tyrolensis erscheint der Bach als Afferer Ba.